# Derby de Zurich
 (avril 2022).
Si vous disposez d'ouvrages ou d'articles de référence ou si vous connaissez des sites web de qualité traitant du thème abordé ici, merci de compléter l'article en donnant les références utiles à sa vérifiabilité et en les liant à la section « Notes et références ».
Le derby de Zurich est la rivalité entre le FC Zurich et Grasshopper Club. Ce derby oppose les deux principaux clubs de football de Zurich, pôle économique de la Suisse. Les deux clubs voyant le jour avant 1900, la rivalité footballistique les opposant est l'une des plus anciennes au monde.
Les origines de la rivalité sont dues à un clivage social : le Grasshopper était considéré comme le club de la noblesse en opposition au FCZ soutenu principalement par les classes populaires. Mais cette distinction de public a disparu et la majorité des Zurichois supportent le FC Zurich.
Si le FCZ a l'avantage en termes de popularité, ce sont les Grasshoppers qui possèdent le palmarès le plus garni. En effet, le Grasshopper est le club le plus titré de Suisse. Il possède plus de championnats de Suisse (27) et plus de coupes de Suisse (19) qu'aucun autre club. Mais le dernier titre du Grasshopper remonte à 2003. Depuis cette date, le FCZ a remporté plusieurs titres et possède au total 12 championnats et 10 coupes.
Le bilan des confrontations est également à l'avantage du Grasshopper Club, ce dernier ayant remporté une trentaine de matchs de plus que le FCZ sur plus de 200 rencontres.

## Titres
| FC Zurich | Compétition       | Grasshopper |
| --------- | ----------------- | ----------- |
| 13        | Championnat       | 27          |
| 10        | Coupe             | 19          |
| 1         | Coupe de la Ligue | 2           |
| 0         | Supercoupe        | 1           |
| 24        | Total             | 49          |

## Derby féminin
Le derby est également disputé par les sections féminines du FCZ et du Grasshopper.

### Histoire
Le 30 avril 2022, les clubs rivaux s'affrontent en finale de coupe de Suisse. Devant 7 916 spectateurs au Letzigrund, le FCZ l'emporte 4-1 et décroche son quinzième titre dans la compétition. Les deux équipes se retrouvent en demi-finale des play-offs du championnat le mois suivant. Le FC Zurich prend à nouveau le dessus (1-0, 3-0) et remportera ensuite la finale.

### Palmarès
Contrairement aux hommes, c'est le FC Zurich qui domine largement le palmarès féminin.
| FC Zurich | Compétition | Grasshopper |
| --------- | ----------- | ----------- |
| 24        | Championnat | 1           |
| 15        | Coupe       | 3           |
| 39        | Total       | 4           |